# Federazione tra le associazioni nazionali delle persone con disabilità
Die Federazione tra le associazioni nazionali delle persone con disabilità (FAND, deutsch Föderation nationaler Behindertenverbände) ist die Dachorganisation, die die repräsentativsten historischen italienischen Vereinigungen von Menschen mit Behinderungen vereint.

## Wirken
Das politische, kulturelle und informative Handeln von FAND zielt auf die soziale Inklusion, den Kampf gegen alle Formen der Segregation, die Nichtdiskriminierung und die Gewährleistung gleicher Chancen in allen Lebensbereichen von Menschen mit Behinderungen. Diese Maßnahmen erhielten weiteren Auftrieb nach der Verabschiedung der Übereinkommen über die Rechte von Menschen mit Behinderungen aus dem Jahr 2006, die in Italien durch das Gesetz vom 24. Februar 2009, Nr. 18, ratifiziert wurde. Die darin zum Ausdruck gebrachten Grundsätze stellen ein erneuertes ideales Manifest für die Föderation und für das assoziative Netzwerk dar, das sich in ihr wiedererkennt und in FAND seine einheitliche Stimme gegenüber den wichtigsten Institutionen des Landes sieht. Der Verband legt großen Wert auf die Lage von Menschen mit komplexen Behinderungen, die sich stets selbst vertreten können, und auf die Unterstützung behinderter Mitglieder und Aktivisten.

## Organisationen
- Associazione nazionale mutilati e invalidi civili (ANMIC)
- Associazione nazionale fra lavoratori mutilati e invalidi del lavoro (ANMIL)
- Associazione nazionale guida legislazioni andiccapati trasporti (ANGLAT)
- Associazione per la ricerca sulle psicosi e l’autismo (ARPA)
- Ente nazionale sordi[1] (ENS)
- Unione nazionale mutilati per il servizio[2] (UNMS)
- Unione italiana dei ciechi e degli ipovedenti (UICI)

## Struktur

### Nationale Präsidenten
- Franco Bettoni[3]

### Regionalräte
Sie bestehen aus 20 Regionalräten. Sie sind kraft Gesetzes Mitglieder der Nationalversammlung der Föderation.

### Provinzkomitees
Sie sind in 107 Provinzkomitees konstituiert. Sie sind kraft Gesetzes Mitglieder der Regionalversammlungen des Verbandes.